# Xanthophyllum bracteatum
Xanthophyllum bracteatum är en jungfrulinsväxtart som beskrevs av Chod.. Xanthophyllum bracteatum ingår i släktet Xanthophyllum och familjen jungfrulinsväxter. Inga underarter finns listade i Catalogue of Life.